# Tricorynus mexicanus
Tricorynus mexicanus is een keversoort uit de familie klopkevers (Anobiidae). De wetenschappelijke naam van de soort is voor het eerst geldig gepubliceerd in 1885 door Sharp.